# OS-tan

Một nhóm OS-tan điển hình. Phía sau, bên trái (theo chiều kim đồng hồ): Windows 98 SE (trong hộp), Windows 95, Symantec Antivirus (con trai), Windows 2000 (trước mặt), Windows Server 2003 (trang phục người cá, với mèo), Windows 98 (hình dạng ít dùng), Windows XP (đang giữ váy). Phía sau, bên phải: Windows 3.1, DOS (không phải OS-tan chính thức). Phía trước: Windows CE (tinh linh), Windows ME (được bay lên cùng CE).

OS-tan là một hiện tượng trên Internet hoặc meme xuất hiện trên 2chan. OS-tan được coi như sự moe hoá hay là nhân hoá cho các hệ điều hành bởi các họa sĩ Nhật Bản. Các OS-tan thường là con gái, và tuỳ theo thời điểm ra mắt của hệ điều hành thì các cô gái sẽ có các độ tuổi khác nhau, đặc biệt các OS-tan đại diện cho Microsoft Windows được xem như chị em.
Dù OS-tan chỉ là fanart nhưng nó đã nổi tiếng đến mức được Microsoft chi nhánh tại Singapore và Đài Loan sử dụng trong chiến dịch quảng bá cho Internet Explorer và Microsoft Silverlight. OS-tan đầu tiên được Microsoft sử dụng là Madobe Nanami, mascot của Windows 7

## Thương mại hoá
Ohzora Publishing đã cho in một quyển fanbook dựa trên một các nhân vật của OS-tan mang tên: Trouble Windows OS-tan FanBook (とらぶる・うぃんどうず OSたんファンブック). Quyển sách bao gồm cả những đóng góp từ 25 người, trong đó bao gồm có 95-tan, ME-tan, XP-tan figure, tựa là OS Girl 95, OS Girl me, OS Girl XP, nhưng kèm theo khuôn rỗng cho figure của 2k-tan (được đặt tên là OS Girl 2K).
ME-tan, 2K-tan, XP-tan được thiết kế bởi GUHICO của Stranger Workshop, trong khi 95-tan được thiết kế bởi Fujisaki Shiro từ Công ty H.B.

## Hậu tố Tan
Hậu tố Tan (たん) là một cách phát chệch âm của Chan (ちゃん), một hậu tố kính ngữ xã giao, thân mật trong tiếng Nhật được sử dụng cho bạn bè, gia đình và vật nuôi .

## Ví dụ

### Microsoft Windows
Dù Microsoft không chính thức sử dụng OS-tan như một hình ảnh đại diện của Windows mãi cho tới khi Windows 7 ra mắt, tuy nhiên các sản phẩm moe hóa của Windows đã được đón nhận rộng rãi tại Nhật Bản, thông qua figure cũng như các vật phẩm liên quan.

#### Windows 10
Tên của linh vật Windows 10 được giới thiệu chính thức là Tōko (hoặc Touko) Madobe vào ngày 31 tháng 7 năm 2015. [17] Như đã xác nhận trên trang Facebook chính thức của nhân vật, tên của cô là một từ đồng âm cho một trong những cách đọc cho từ tiếng Nhật cho 'ten': too (お). [18] Tên của cô đã được người hâm mộ lựa chọn thông qua một cuộc thăm dò trực tuyến. Theo hồ sơ giả tưởng của cô, nguồn gốc của cô là gia đình Madobe và cô được thiết lập 100 năm trong tương lai. Cô ấy thích chơi game trực tuyến và hỗ trợ người khác. Đặc điểm cá nhân của cô ấy là một sinh viên xuất sắc, và mở rộng kiến thức về công nghệ. Người quản lý của cô thường lo lắng kể từ khi cô ấy tự phát một chút. Cô cũng thích cổ vũ những người đang làm việc chăm chỉ và nỗ lực hết mình. Cô có một công việc bán thời gian tại Công ty máy tính tùy chỉnh Akibano nơi cô là một tân binh. Mức độ câu chuyện trở lại này là khá bất thường đối với OS-tan.

#### Windows 8.1
Phiên bản Windows 8.1 Pro DSP phiên bản Nhật Bản Madobe Family của Windows Navi + (Techno-Alliance Corp) là phiên bản giới hạn (1000 đơn vị) của phiên bản Windows 8.1 Pro 32/64-bit với ba loại hình nền mật khẩu hình ảnh gia đình Madobe, ký tự Madobe giọng nói (Nanami, Yū, Ai, Claudia), gói chủ đề Windows phiên bản hoàn chỉnh của gia đình Madobe, các thiết kế gia đình Madobe chưa được công bố trước đây, khóa giấy phép Final Pasocom Data Hikkoshi 9+, dùng thử miễn phí ba tháng của Skype, dán logo Windows lịch sử (XP, Vista, 7, 8). Các phiên bản khác bao gồm phiên bản Gói Tưởng niệm không có giọng nói, gói chủ đề, nhãn dán (6191 đơn vị); phiên bản Windows Memorial Pack 64 bit với Chuột di động Sculpt với trang trí Nanami (810 đơn vị). Các phiên bản này đã có sẵn để đặt hàng trước vào 2013-10-04 với ngày phát hành vào 2013-10-18. [19] [20] [21] Là một phần của buổi ra mắt thị trường, một cuộc rút thăm của 8 người theo dõi trên Facebook đã diễn ra khi số lượng người theo dõi đạt 80001; và tổng số người theo dõi Twitter cho Yū và Ai đạt 8001, trong đó người chiến thắng nhận được giải thưởng theo chủ đề Yū và Ai. [22]Các loại gói chủ đề gia đình Madobe phiên bản Windows 8.1 Pro DSP cũng được bán bởi Ark (TowerHill), ZOA Corporation, Tsukumo (Project White), Dospara, Buy More (Unit.com), Big Camera (Sofmap) và PC One. Các phiên bản này bao gồm hai loại hình nền (Giáng sinh, Năm mới), gói chủ đề với giọng nói hệ thống. [23]

#### Windows 8
Madobe Yū (窓辺ゆう) và Madobe Ai (窓辺あい) đã được giới thiệu trong phiên bản Windows 8 DSP edition bởi Windows Navi+ (Tập đoàn Techno-Alliance). Hai phiên bản (4000 cho mỗi nhân vật, tổng cộng 8000), kèm theo một chuột cảm ứng Microsoft Wedge, Windows 8 logo, theme được thiết kế riêng cho nhân vật, (3 bộ hình nền theme, âm thanh sự kiện cho mỗi nhân vật), hình đại diện màn hình khoá.
Nishi Asuka lồng tiếng cho cô bé tóc ngắn Yū, trong khi Tamura Nao lồng tiếng cho Ai tóc dài.
Dòng họ Madobe được tiết lộ của Yuu (chị) and Ai (em) có cha mẹ là Eiichi (映一(えいいち)) từ gia đình Netsu (根津) và Shii (椎(しい)) từ dòng họ Madobe. Yū và Ai sinh ngày 1996-11-18 (ngày phát hành Windows CE), với số tuổi 15, chiều cao 152 cm.

#### Windows 7
Madobe Nanami (窓辺ななみ) là linh vật đầu tiên được Microsoft sử dụng như một hình ảnh đại diện cho Windows 7, và cũng là OS-tan chính thức đầu tiên của Microsoft. 
Trong sự kiện ra mắt Windows 7 DSP edition, danh tính Nanami cũng đã được tiết lộ. Madobe Nanami chào đời 1992-04-06 (ngày ra mắt của Windows 3.1) 17 tuổi (tại thời điểm ra mắt), sống tại Chiyoda, Tokyo. Là thành viên của một đại gia đình gồm 16 người, cô ấy có em trai là Goichi (吾一), chị tên Mutsumi (むつみ), mẹ là Mikaho (美佳穗) từ gia đình Madobe (窓辺), bố là Kyuuachi (究八) từ dòng họ Shirato (白戸). Chị của Nanami, Claudia (クロード(蔵人)) cũng được giới thiệu trong Microsoft's Cloud Girl comic strip.

#### Windows Vista
Vis-tan, hay Vistan hoặc Vista-tan, là một trong những cách phổ biến để gọi sản phẩm nhân hoá cho Windows Vista. Đặc điểm rõ nhất để phân biệt Windows Vista là tóc được thắt hai bím, đôi khi là bốn bím và đôi mắt đa sắc tố. Trang phục của Windows Vista mang những đặc trưng trong giao diện của hệ điều hành này. Bộ đồ hầu gái màu đen, cài tóc có biểu tượng của Windows mang màu sắc của Taskbar. Đôi khi, cô chỉ mặc áo khoác hở phần giữa, ngụ ý chỉ Windows Aero bím tóc màu xanh, màu của hình nền Windows Vista.

## Hệ điều hành gốc

#### Windows XP
Windows XP được miêu tả là một cô gái tóc đen, đeo nơ với vật trang trí là biểu tượng XP được đính bên trái của mái tóc. Được chỉ trích như một hệ điều hành chiếm nhiều bộ nhớ vì giao diện đẹp hơn là những tính năng hữu dụng, XP-tan thường được miêu tả bằng một cô gái mặc đồ bó với bộ ngực to. Hơn nữa, để nói về sự chiếm dụng ram của Windows XP, cô còn được nhìn thấy ở việc cầm một tô cơm rỗng với chữ "Memory".

#### Windows 2000
Mặc dù tồn tại một vài biến thể, hệ điều hành phổ biến nhất được đại diện là Windows 2000 Professional. Cô thường được vẽ là một người phụ nữ thông minh, chuyên nghiệp, có vẻ ngoài kín đáo với mái tóc ngắn màu xanh, đeo kính và kẹp tóc giống như tai mèo đeo một cái ca-pô nhỏ màu trắng hoặc xù lông, tương tự như nắp ca-pô của người giúp việc, hiển thị logo Windows. Trang phục của cô giống như một bộ đồ bơi gợi ý màu logo Windows được mặc với áo khoác dài màu xanh lam, ám chỉ ý kiến phổ biến rằng Windows 2000 là ổn định nhất và đáng tin cậy nhất trong các hệ điều hành Windows. Do tính ổn định của Win2K cao hơn so với WinME, được phát hành gần 2000, 2K-tan thường được mô tả là người bảo vệ ME-tan. Màu xanh lam đặc biệt được sử dụng trong hầu hết các bản vẽ tương tự như màu máy tính để bàn Windows 2000 mặc định.

#### Windows ME
Thiết kế của ME-tan, nhân cách hóa của Windows Me, rất phù hợp với khái niệm dễ thương hay kawaii của Nhật Bản. Thiết kế của cô đã thay đổi rất ít so với thiết kế ban đầu của nghệ sĩ và được miêu tả với mái tóc màu xanh lá cây trong bím tóc dài mặc trang phục hầu gái có dấu "!" huy hiệu ở mặt trước gợi nhớ đến màn hình Windows Me Active Desktop Recovery, thường được hiển thị sau khi khởi động lại từ sự cố hệ thống trong Me. Trong khi cô ấy được coi là một nhân viên chăm chỉ, webcomics thường miêu tả sự thất bại của cô ấy ở bất cứ điều gì cô ấy cố gắng làm, thường là sụp đổ và gây khó chịu cho chị em mình. Khi cô ấy không bị đóng băng hoặc mất kiểm soát, cô ấy có xu hướng làm những việc thể hiện sự thiếu hiểu biết hoặc kiến thức thông thường, chẳng hạn như đặt một lon soda vào lò vi sóng hoặc tự vệ bằng cách vung một củ hành tây xứ Wales.

#### Windows 98 và 98SE
Trong khi nhiều biến thể tồn tại mô tả phổ biến nhất của hệ điều hành Windows 98 là một cặp cô gái trẻ. Đại diện OS-tan của phiên bản gốc Windows 98 được hiển thị trong bộ đồng phục màu trắng và xanh bao gồm logo Windows như một phần của cà vạt cổ, tóc màu xanh nước biển và kẹp tóc "98". Windows 98 Second Edition OS-tan có ngoại hình tương tự, nhưng mặc đồng phục trường thủy thủ màu xanh lá cây có chữ "SE" ở mặt trước. Hai đại diện ban đầu cũng được nhìn thấy là một cặp hộp Pocky có chân với một khuôn mặt và số phiên bản được vẽ bằng bút chì. Đây là một tham chiếu đến Vulcan 300, một nhân vật từ Zatch Bell! bộ anime. Những đại diện ban đầu này vẫn được sử dụng như một mecha được điều khiển bởi các cô gái, búp bê được các cô gái mang theo, hoặc đôi khi thậm chí là nơi ẩn náu cho họ.

#### Windows 95
Vì Windows 95 được coi là lâu đời nhất trong các hệ điều hành Windows 32 bit hiện đại, nó thường được đại diện như một phụ nữ truyền thống từ thời kỳ đầu hiện đại của Nhật Bản. Cô thường được miêu tả là một phụ nữ tóc nâu có vẻ ngoài dịu dàng trong bộ kimono, với một dải ruy băng tóc hiển thị bốn màu Windows. Trang phục của cô ấy là kimono truyền thống và hakama của Nhật Bản và cô ấy đi dép dày, hoặc geta, trên đôi chân của mình. Đây là những bộ quần áo điển hình của một nữ sinh viên được nhìn thấy trong thời kỳ đầu tiên trong quá trình hiện đại hóa ở Nhật Bản (từ thời Meiji đến thời Taishou) và là một tham chiếu đến hiện đại hóa Windows so với hiện đại hóa của Nhật Bản. Ngoài ra, mẫu kimono của cô dựa trên tệp "hana256.bmp", được sử dụng làm mẫu hình nền máy tính trong phiên bản Windows của Nhật Bản. Cô thường được miêu tả là thích uống trà, phục vụ bữa ăn hoặc làm việc nhà khác. hỗ trợ nó) và kết nối internet băng thông rộng. Cô cũng thỉnh thoảng được mô tả cầm một thanh katana một cách hung hăng, tượng trưng cho chính thế hệ hệ điều hành của cô mà Microsoft cuối cùng đã giành được sự thống trị hoàn toàn của thị trường máy tính cá nhân.

#### Windows 3.1
Windows 3.1 là một cô gái ngắn với mái tóc bạc dài, chiếc váy dài màu tím nhạt và chiếc nơ lớn màu tím trên đầu. Cô thường được nhìn thấy mang theo một con mèo nhỏ, đen trên đầu. Cô ấy hoạt động như một người hầu, hoặc một người giúp việc thuộc loại nào đó, người phục vụ và có xu hướng DOS-tan. Đây là một tham chiếu đến thực tế rằng Windows 3.1 không phải là một hệ điều hành đầy đủ, mà chỉ là một GUI cho MS-DOS.

### Mac OS
Apple thực sự không quan tâm lắm đến việc lấy OS-tan làm hình ảnh đại diện nên Apple vẫn chưa có OS-tan chính thức tại thị trường Nhật Bản. Hiện tại chỉ có Microsoft sử dụng OS-tan như một thương hiệu để quảng bá cho sản phẩm của mình.  Còn các OS-tan của Apple hiện nay chỉ là fanart.

#### Mac OS X
Cô gái Mac OS X thường được miêu tả là một catgirl, theo truyền thống đặt tên "mèo hoang" của Apple (mỗi phiên bản Mac OS X cho đến khi OS X Mavericks có tên mã như Jaguar, Panther, Tiger, Snow Leopard, v.v.). Mặt khác, cô được thể hiện như một biến thể cũ của cô gái Mac OS 9, mặc áo khoác trắng và đeo một trung tâm không dây AirPort được trang trí như một chiếc mũ. Cô thỉnh thoảng được hiển thị giữ một ấn phẩm thuộc loại nào đó, vì máy Mac thường được sử dụng để xuất bản trên máy tính để bàn.

### Linux
Ban đầu được xem là một chú chim cánh cụt có râu (liên quan đến Thâch, linh vật chim cánh cụt của hạt nhân Linux), hình ảnh một cô gái đội mũ bảo hiểm và chân chèo được chọn làm phương án thay thế cho con người. Bảo mật tuyệt vời đã được tuyên bố của hạt nhân Linux) thường có sừng, có thể là một tham chiếu đến phần mềm GNU bao gồm các chương trình hệ thống phổ biến có trong gần như tất cả các bản phân phối Linux. Các răng bánh răng trên mũ bảo hiểm là một tham chiếu đến KDE, một môi trường máy tính để bàn phổ biến được sử dụng với GNU / Linux. Biểu tượng bàn chân trên áo của cô là một tham chiếu đến Gnome, một môi trường máy tính để bàn phổ biến khác. Cô thường được nhìn thấy với một ngọn giáo có gắn cờ đại diện cho các công cụ GRUB, LILO và GCC cho Linux.Nghệ sĩ đã vẽ Konqi, Tyson Tan, đã gửi một linh vật cho LibreOffice trong một cuộc thi do The Document Foundation tổ chức vào cuối năm 2017. Linh vật này không được nền tảng chính thức chấp nhận nhưng đã phát triển một fandom trên 8chan và reddit. [46] [47] ]

#### MSX-DOS
Cô gái MSX-DOS thường được miêu tả là một cô gái trẻ nhưng tóc hoa râm mang một cái túi hình hộp mực lớn có logo MSX-DOS trên đó. [48] Thậm chí còn có một trò chơi ngắn có OS-tan này là nhân vật người chơi. Chiếc túi mà hệ điều hành này thường được hiển thị có dạng hình hộp mực, có thể là do MSXDOS2 yêu cầu một hộp mực có thêm 64 kB ROM để hoạt động.

### American -tan
Một số phiên bản được Mỹ hóa của OS-tan liên quan đến Windows, được đặt tên là XP-USA, Me-USA và 2K-USA, đã được xuất bản trên FanBook của Ohzora trong một truyện tranh có tên "Trouble Windows in USA", bởi Saint Muscle. [49]

### Các nhân vật phụ
Các nhân vật phụ được liệt kê ở đây bao gồm các phần mềm, dịch vụ và nền tảng, v.v được moe hoá.

#### Internet Explorer
Microsoft Singapore đã có chiến dịch quảng bá cho trình duyệt web Internet Explorer của mình bằng Aizawa Inori (藍澤 祈) (Internet Explorer-tan) tại Anime Festival Asia 2013. Inori được thiết kế bởi Collateral Damage Studios, và được xuất hiện trong một đoạn video quảng cáo, một trang Facebook, Twitter, cũng như website riêng. Được miêu tả như một cô gái sinh năm ngày 16 tháng 8 năm 1995 (ngày ra mắt của Internet Explorer 1), cao 162 cm và có nhóm máu A+. Việc quảng bá này giúp cho Microsoft có được hình ảnh đại diện cho Internet Explorer dưới con mắt của fan anime, đồng thời giúp lấy lại được hình ảnh của Internet Explorer, sau một thời gian dài vắng bóng.
Trong lịch sử, trước khi Inori Aizawa ra mắt thì Internet Explorer đã có được mascot không chính thức của mình.

#### Microsoft Azure
Madobe Claudia (窓辺 クラウディア) được Microsoft Nhật Bản dùng làm mascot cho Microsoft Azure (trước là Windows Azure).

## Tiếp tân quan trọng
Wired News đánh giá OS-tan trong số "Linh vật công nghệ tuyệt vời nhất từng có", nhưng "hấp dẫn lạ lùng". [51]